# 129
Évszázadok: 1. század – 2. század – 3. század
Évtizedek: 70-es évek – 80-as évek – 90-es évek – 100-as évek – 110-es évek – 120-as évek – 130-as évek – 140-es évek – 150-es évek – 160-as évek – 170-es évek
Évek: 124 – 125 – 126 – 127 –  128 – 129 – 130 – 131 – 132 – 133 – 134

## Események

### Római Birodalom
- Publius Juventius Celsus Titus Aufidius Hoenius Severianust és Lucius Neratius Marcellust (helyettese Q. Julius Balbus és M. Flavius Aper) választják consulnak.
- Miután a telet Athénban töltötte, Hadrianus császár folytatja keleti körútját. Kis-Ázsiában meglátogatja Káriát és Kappadókiát, majd megérkezik Syriába.
- Az észak-afrikai Lambaesisben a Legio III Augusta új erődöt épít.

### Pártus Birodalom
- A kettészakadt pártus birodalom keleti felének ura, III. Vologaészész elűzi a nyugati rész királyát, I. Khoszroészt és egyesíti az országot. Hamarosan azonban újabb trónkövetelő jelentkezik, V. Mithridatész.

## Születések
- Galénosz görög orvos, filozófus

## Halálozások
- Justus, alexandriai pátriárka

## Fordítás
- Ez a szócikk részben vagy egészben  a(z)   129 című francia Wikipédia-szócikk ezen változatának fordításán alapul.  Az eredeti cikk szerkesztőit annak laptörténete sorolja fel. Ez a jelzés csupán a megfogalmazás eredetét és a szerzői jogokat jelzi, nem szolgál a cikkben szereplő információk forrásmegjelöléseként.